# Une fille d'Albion
Une fille d’Albion est une nouvelle d'Anton Tchekhov, parue en 1883.

## Historique
Une fille d'Albion est initialement publiée dans la revue russe Les Éclats, no 33, du 13 août 1883, sous le pseudonyme A.Tchékhonté. 

## Résumé
Fédor Otsov, maréchal de la noblesse, vient rendre visite à son ami Griabov. « Il est à la pêche avec la gouvernante anglaise », indique le valet. Otsov le trouve deux verstes plus loin, assis au bord de la rivière. Il est là depuis le matin avec « son épouvantail », mais cela ne mord pas.
Il faut dire que la fille d’Albion, Miss Twice, a peu de charme. Grande, maigre, des yeux exorbités d’écrevisse, un nez crochu en forme d’hameçon et des épaules jaunes et décharnées. Elle est en Russie depuis dix ans, mais ne comprend ni ne parle un mot de russe.
Une touche ? Non, l’hameçon est coincé. Griabov, qui veut se mettre à l’eau, demande à Miss Twice d’aller un peu plus loin le temps qu’il se déshabille. Rien n'y fait, elle ne comprend rien. Il se met nu devant elle pour aller décrocher son hameçon : Miss Twice reste imperturbable.

## Édition française
- Une fille d’Albion, traduit par Madeleine Durand et André Radiguet, in Œuvres I, Paris, Éditions Gallimard, coll. « Bibliothèque de la Pléiade » no 197, 1968  (ISBN 978-2-07-0105-49-6).